# 欣希喬
欣希喬（Shinshicho）是埃塞俄比亞南部南方各族州坎巴塔滕巴羅地區的小鎮，座標7°12′N 37°46′E / 7.200°N 37.767°E，海拔1,875米。2000年，造價85,000英鎊的改善食水供應計劃完成，27,000居民受惠。根據埃塞俄比亞中央統計局2005年人口普查的資料，欣希喬人口約12,626，其中男性6,163人，女性6,463人。